# 4830 Thomascooley
4830 Thomascooley eller 1988 RG4 är en asteroid i huvudbältet som upptäcktes den 1 september 1988 av den belgiske astronomen Henri Debehogne vid La Silla-observatoriet. Den är uppkallad efter Thomas B. Cooley.
Asteroiden har en diameter på ungefär 5 kilometer och den tillhör asteroidgruppen Vesta.